# Notogomphus gorilla
Notogomphus gorilla  (лат.) — вид стрекоз из семейства дедки (Gomphidae).
Экваториальная Африка: Конго (Киншаса), Уганда (Kanungu District, Bwindi Impenetrable National Park).

## Описание
Среднего размера стрекозы (окраска от желтоватой до буровато-чёрной с зеленоватыми и чёрными отметинами, ноги тёмные; полосы на груди, лоб, клипеус и лабрум чёрные). Длина тела — около 6 см, крылья — около 4 см. Обнаружены в районе лесных речных потоков на высотах от 700 до 1600 м.
Вид был впервые описан в 2015 году в ходе ревизии африканских стрекоз, проведённой энтомологами Клаасом Дийкстра (Klaas-Douwe B. Dijkstra; Naturalis Biodiversity Center, Лейден, Нидерланды), Йенсом Киппингом (Jens Kipping;  BioCart Environmental Consulting, Taucha/Лейпциг, Германия) и Николасом Мезьером (Nicolas Mézière; Куру, Французская Гвиана). Видовое название происходит от имени горной гориллы (Gorilla beringei beringei), обитающей в тех же местах.